# Alí Muhsin al-Ahmar
Alí Muhsin al-Ahmar (arabsky علي محسن صالح الأحمر‎) je jemenský generál a politik.

## Život
V březnu 2011 jakožto velitel severozápadní vojenské oblasti a 1. obrněné divize (tudíž nejmocnější muž v jemenské armádě) během tzv. arabského jara podpořil protestující proti vládě prezidenta Alího Abdalláha Sáliha. Jeho krok následovalo několik dalších významných velitelů. Sálih byl nakonec protesty donucen na svou funkci rezignovat. Během reorganizace armády v roce 2013 jej prezident Abd Rabú Mansúr Hádí jmenoval svým vojenským a bezpečnostním poradcem.
Po vypuknutí jemenské občanské války pobýval v Saúdské Arábii. Dne 22. února 2016 byl jmenován zástupcem vrchního velitele jemenských ozbrojených sil. Dne 3. dubna 2016 odvolal prezident Hádí viceprezidenta Chálida Baháha, na jeho místo jmenoval Mohsína.